# Agua de cal

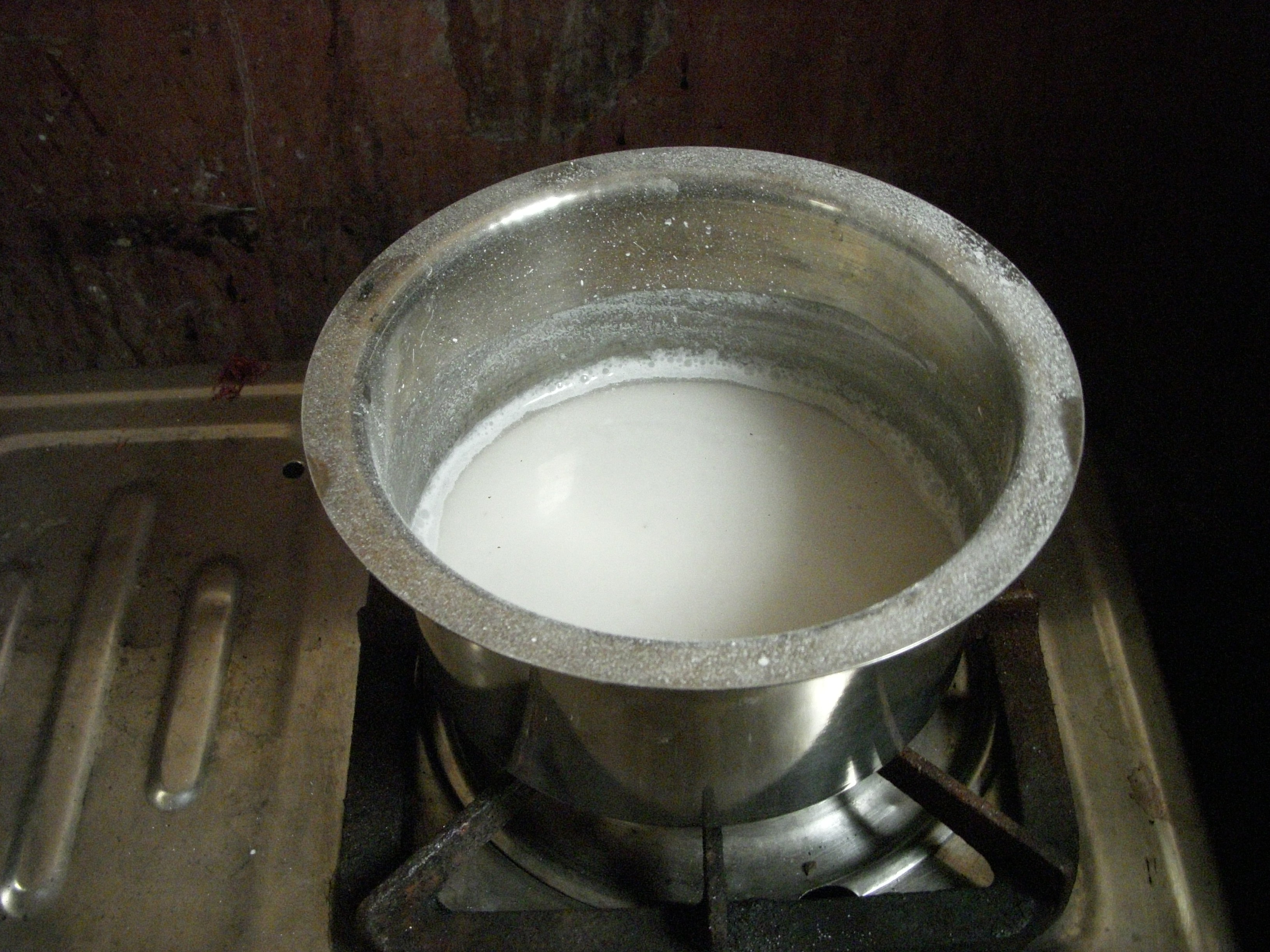
Agua de cal

El agua de cal es el nombre común de una solución acuosa saturada de hidróxido de calcio. El hidróxido de calcio, Ca(OH)2, es escasamente soluble a temperatura ambiente en agua (1,5 g/L a 25 °C). El agua de cal "pura" (es decir, menos o completamente saturada) es transparente e incolora, con un ligero olor a tierra y un sabor astringente/amargo. Es de naturaleza básica con un pH de 12,4.
El agua de cal se puede preparar mezclando hidróxido de calcio (Ca(OH)2) con agua y eliminando el exceso de soluto no disuelto (por ejemplo, mediante filtración). Cuando se añade un exceso de hidróxido de calcio (o cuando se alteran las condiciones ambientales, por ejemplo, cuando su temperatura se eleva lo suficiente), se obtiene una solución lechosa debido a la suspensión homogénea del exceso de hidróxido de calcio. Este líquido ha sido conocido tradicionalmente como lechada de cal.

## Química
Un experimento comúnmente utilizado para demostrar la interacción de CO2 y Ca(OH)2 es el siguiente.

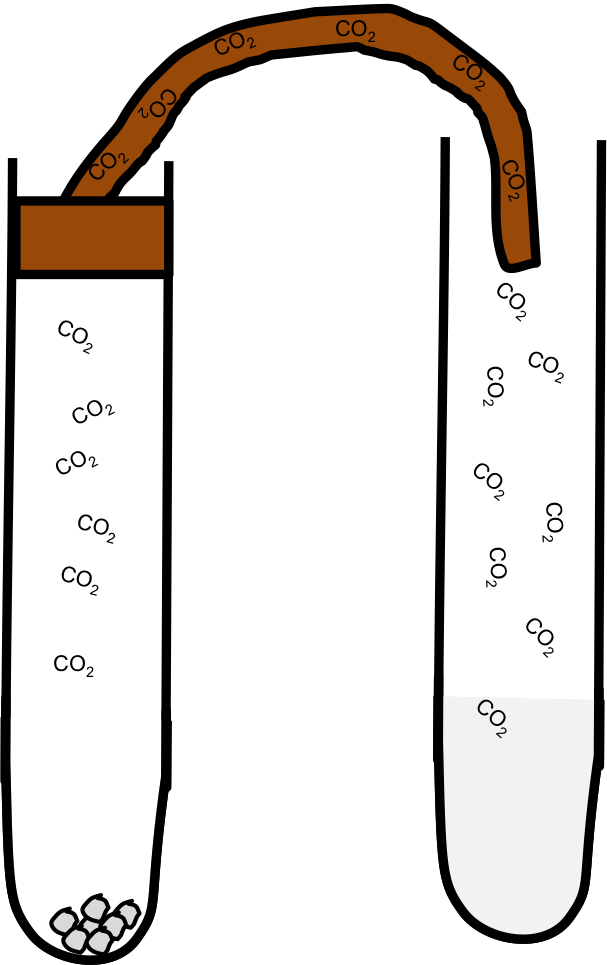
Ácido clorhídrico y carbonato de calcio en el tubo de ensayo izquierdo.

El dióxido de carbono resultante pasa a través del agua de cal en el tubo derecho, produciendo una solución lechosa debido a la precipitación de la suspensión insoluble de carbonato de calcio:
Ca(OH)2(ac) + CO2(g) → CaCO3(s) + H2O(l)
Si se añade CO2 en exceso: se produce la siguiente reacción:
CaCO3(s) + H2O(l) + CO2(g) → Ca(HCO3)2(aq)
La lechosidad desaparece, ya que el bicarbonato de calcio es hidrosoluble.

## Aplicaciones
Las propiedades químicas anteriores se usan comúnmente para probar la presencia de dióxido de carbono en muestras gaseosas en laboratorios escolares y refinar azúcar en un proceso llamado carbonatación.

### Industria
Los gases residuales de las industrias que contienen dióxido de azufre se pueden limpiar burbujeando a través de agua de cal, un proceso llamado sulfatación, en el que el dióxido de azufre tóxico queda atrapado como precipitado:
Ca(OH)2(aq) + SO2(g) → CaSO3(s) + H2O(l)

### Tratamiento de aguas
El agua de cal se utiliza en un proceso conocido como ablandamiento con cal para reducir la dureza del agua. También se utiliza como agente neutralizante en el tratamiento de aguas residuales no industriales.

### Arte
En la pintura al fresco del buon, se utiliza agua de cal como disolvente de color para aplicar sobre el yeso fresco. Históricamente, se le conoce como la pintura blanqueada.

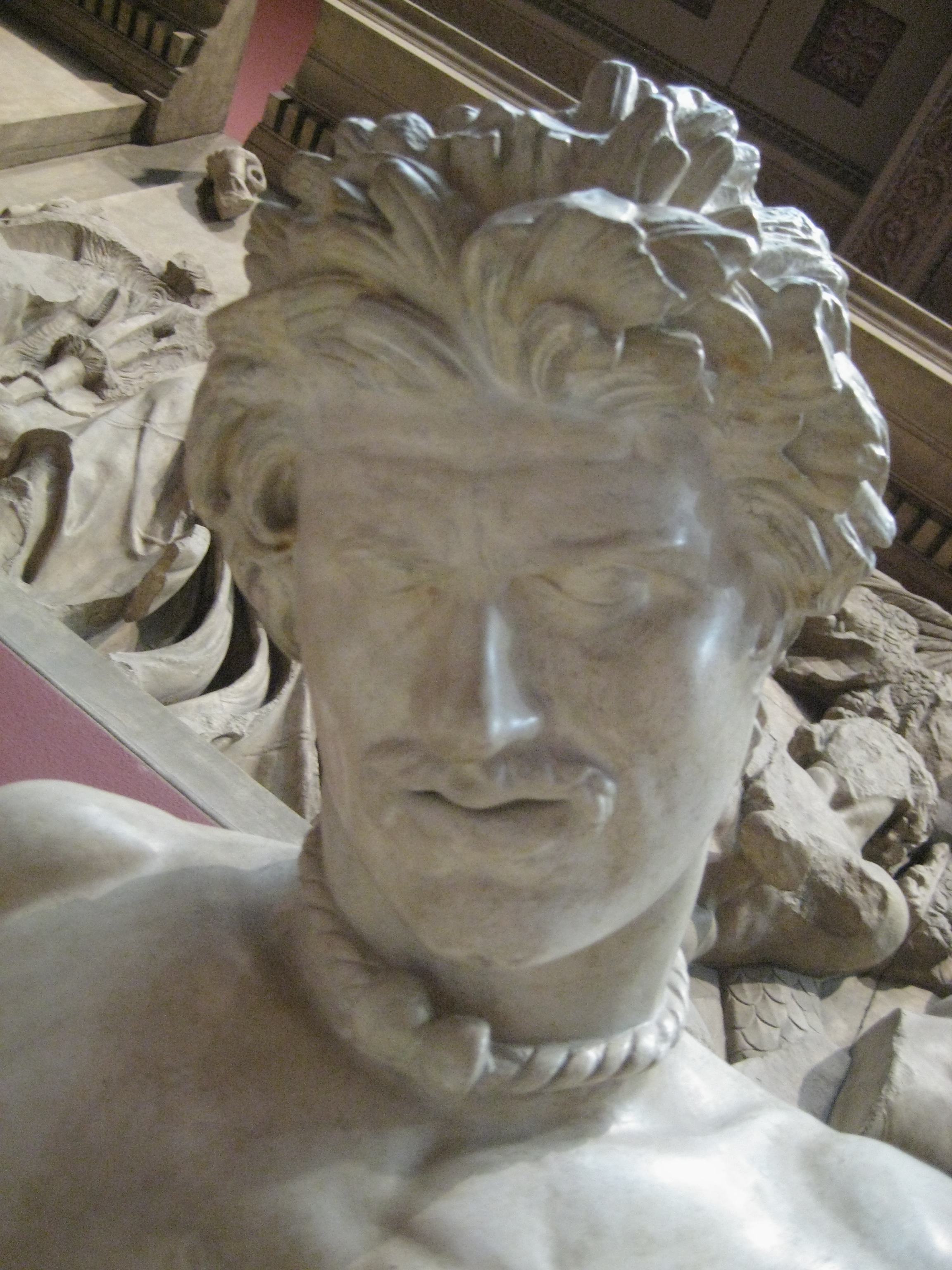
Primer plano del elenco de The Dying Gaul, que muestra un peinado distintivo, supuestamente derivado del lavado en agua de cal.

### Cuidado personal y aseo
Tratar el cabello con agua de cal hace que se endurezca y se decolore, con el beneficio adicional de matar cualquier piojo o ácaro que viva allí. Diodorus Siculus describió a los celtas de la siguiente manera: 
"Su aspecto es aterrador (...) Son muy altos de estatura, con músculos ondulantes bajo una piel blanca y clara. Su cabello es rubio, pero no solo natural: lo decoloran, hasta el día de hoy, artificialmente, lavándolo con cal y peinándolo hacia atrás desde la frente. Se ven como demonios de madera, su cabello espeso y desgreñado como la crin de un caballo. Algunos de ellos están bien afeitados, pero otros, especialmente los de alto rango, se afeitan las mejillas, pero dejan un bigote que cubre toda la boca".

### Preparación de alimentos
El agua de cal se utiliza en la preparación de maíz para tortillas de maíz y otros fines culinarios mediante un proceso conocido como nixtamalización. La nixtamalización hace que la niacina esté nutricionalmente disponible y previene la pelagra. Tradicionalmente, el agua de cal se usaba en Taiwán y China para conservar el caqui y eliminar la astringencia.

### Otros usos
El agua de cal es ampliamente utilizada por los acuaristas marinos como suplemento principal de calcio y alcalinidad para los acuarios de arrecife. Los corales del orden Scleractinia construyen sus endoesqueletos a partir de aragonito (un polimorfo de carbonato de calcio). Cuando se usa para este propósito, el agua de cal generalmente se conoce como Kalkwasser. También se usa para curtir y hacer pergamino. La cal se utiliza como agente depilatorio basándose en sus propiedades alcalinas. 
El hidróxido de calcio también se aplica en un proceso de cuero llamado encalado.